# لا لینئا د لا کنسپسیون
لا لینئا د لا کنسپسیون (به اسپانیایی: La Línea de la Concepción) یک منطقهٔ مسکونی در اسپانیا است که در استان کادیس واقع شده‌است. لا لینئا د لا کنسپسیون ۱۹٫۲۷ کیلومتر مربع مساحت و ۶۴٬۶۴۵ نفر جمعیت دارد و ۵ متر بالاتر از سطح دریا واقع شده‌است.